# Jeanne Aubert

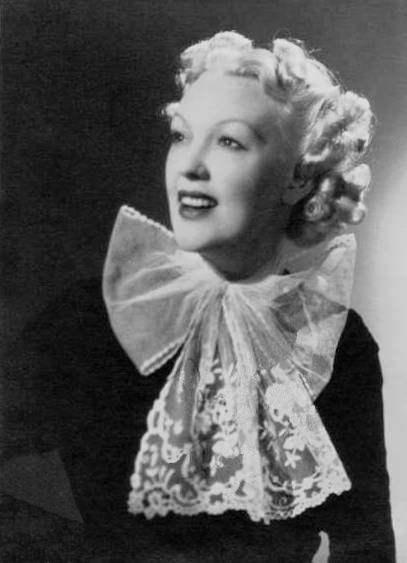
Jeanne Aubert

Jeanne Aubert (* 21. Februar 1900 in Paris; † 6. März 1988 ebenda) war eine französische Sängerin und Schauspielerin.

## Leben
Jeanne Aubert wurde als Jeanne Perrinot in Paris, Frankreich als Tochter eines Aristokraten und einer ehemaligen Blumenverkäuferin geboren. Ihre Mutter eröffnete ihr den Weg ins Showgeschäft. Bereits mit fünf Jahren stand Marguerite auf der Bühne des Théâtre du Châtelet. Als Jugendliche bekam sie Gesangs- und Musikunterricht und im Alter von 18 Jahren erschien sie in einer kunstvollen Mistinguett-Produktion im Casino de Paris.
1928 half sie bei der Gründung der ersten Frauenorganisation der Jeunesse Ouvrière Chretienne (JOC), einer katholisch-apostolischen Gruppe für junge Menschen. Jeanne Aubert war die erste Präsidentin der JOCF in Frankreich.
Unter dem Künstlernamen Jane Aubert gab sie 1929 ihr Spielfilmdebüt in dem Stummfilm La Possession. Der Multimillionär Nelson Morris aus Chicago, Illinois, dessen Familie durch Fleischverarbeitung vermögend geworden war, sah Aubert in dem Film und lernte sie kurze Zeit später kennen. Die beiden begannen eine Beziehung und zogen schließlich von Frankreich in die Vereinigten Staaten, wo sie auch heirateten. Die Ehe hielt jedoch nicht lange. Im Mai 1937 überlebte Nelson Morris das Hindenburg-Unglück.
Die Geschichte findet Bezug in dem Doku-Drama Das Geheimnis der Hindenburg, wo Nelson Morris seine Geschichte erzählt und zu dem Schluss kommt „heirate niemals eine Schauspielerin“.
Nach ihrer Scheidung begann Jeanne Aubert in Musical-Komödien am Broadway zu arbeiten und hatte 1934 einen Auftritt in dem Film The Gem Of The Ocean (deutsch: Das Schmuckstück des Ozeans). 1935 kehrte sie in ihre Heimat Frankreich zurück und spielte in den darauffolgenden zwei Jahren in mehreren Filmen mit. 1937 fing sie wieder an auf den Pariser Bühnen zu spielen, unter anderem zusammen mit der gefeierten Sängerin Fréhel. Außerdem war sie Teil von Shows in London und anderen Städten in ganz Europa, einschließlich der Produktion Anything Goes von Cole Porter, in der sie die Hauptrolle der Reno Sweeney spielte. Obwohl Aubert nie in den Schlagzeilen war, ging ihre Karriere die nächsten 30 Jahre erfolgreich weiter mit zahlreichen Aufnahmen, Filmen und Bühnenproduktion, und schließlich auch Rollen im Fernsehen.
Jeanne Aubert starb 1988 und wurde auf dem Cimetière parisien de Pantin in der Pariser Vorstadt Pantin beigesetzt.

## Filmografie
- 1920: Être aimé pour soi même
- 1929: Das Recht des Stärkeren (La Possession)
- 1934: The Gem of the Ocean
- 1935: Les Époux scandaleux
- 1936: Une femme qui se partage
- 1936: Passé à vendre
- 1936: La Souris bleue
- 1936: Le Grand refrain
- 1937: Mirages
- 1937: La Belle de Montparnasse
- 1937: À nous deux, madame la vie
- 1957: Sénéchal ist der grösste
- 1957: Meine Frau, mein Junge und ich
- 1961: Les Croulants se portent bien
- 1962: Les Ennemis
- 1966: Eine Junge Welt
- 1971: Madame êtes-vous libre? (Fernsehserie)
- 1967: Au théâtre ce soir (Fernsehserie, Episode: Bon appetit monsieur)